# NGC 3694
NGC 3694 est une galaxie lenticulaire (elliptique ?) située dans la constellation de la Grande Ourse. NGC 3694 a été découverte par l'astronome britannique John Herschel en 1831.

## Caractéristiques
Sa vitesse par rapport au fond diffus cosmologique est de 2 530 ± 20 km/s, ce qui correspond à une distance de Hubble de 37,3 ± 2,6 Mpc (∼122 millions d'al).
À ce jour, une mesure non basée sur le décalage vers le rouge (redshift) donne une distance d'environ 35,400 Mpc (∼115 millions d'al). Cette valeur est à l'intérieur des valeurs de la distance de Hubble.